# Luminița Odobescu
Luminița-Teodora Odobescu (ur. 3 maja 1969 w Reghinie) – rumuńska dyplomatka i urzędniczka państwowa, doradczyni prezydenta Rumunii, w latach 2023–2024 minister spraw zagranicznych.

## Życiorys
W 1992 ukończyła studia na wydziale handlu Akademii Studiów Ekonomicznych w Bukareszcie. Doktoryzowała się na tej samej uczelni w 2003. Początkowo pracowała w instytucie badawczym, następnie obejmowała różne stanowiska w administracji rządowej. Od 2002 pracowała w stałym przedstawicielstwie Rumunii przy UE. W 2008 została dyrektorem generalnym departamentu Unii Europejskiej w ministerstwie spraw zagranicznych, a w 2012 doradczynią premiera do spraw europejskich i zagranicznych. W 2014 otrzymała rangę ambasadora.
W latach 2015–2021 pełniła funkcję stałego przedstawiciela Rumunii przy Unii Europejskiej. W listopadzie 2021 powołana na doradczynię prezydenta Klausa Iohannisa. W czerwcu 2023 z rekomendacji Partii Narodowo-Liberalnej objęła urząd ministra spraw zagranicznych w utworzonym wówczas rządzie Marcela Ciolacu. Funkcję tę pełniła do grudnia 2024.

## Odznaczenia
- Order Gwiazdy Rumunii IV klasy (2024)[5]
- Order Gwiazdy Rumunii V klasy (2019)[2][5]
- Order Zasługi Dyplomatycznej III klasy (2009)[5][6]
- Legia Honorowa V klasy (Francja, 2015)[2][6]
- Order Księcia Jarosława Mądrego III klasy (Ukraina, 2023)[7]
- Krzyż Wielkiego Oficera Orderu Zasługi Republiki Federalnej Niemiec (Niemcy, 2023)[6]
- Order Honoru (Mołdawia, 2025)[8]